# 김일진 (축구인)
김일진(金一鎭, 1970년 4월 5일 ~ )은 대한민국의 전직 축구 선수이자 현 지도자로 현재 대전 하나 시티즌의 GK 코치로 재직 중이다.

## 클럽 경력
1992년 11월 30일 열린 1993 K리그 드래프트에서 완산 푸마에 지명됐으나 이런저런 사정으로 프로리그 참가가 불투명해지자 1993년 대통령배 전국축구대회 이후 같은 해 5월 오유진과의 맞트레이드를 통해 포항 스틸러스로 옮겨 프로 데뷔를 했으며, 군 복무를 위해 상무로 임대된 2년을 제외하고는 2000년 은퇴할 때까지 포항에서만 선수활동을 하였다.
1993년 10월 9일 열린 현대 호랑이와의 경기에서 데뷔하였으며, 데뷔전을 무실점으로 막아내었다.

## 지도자 경력
은퇴 후 포항제철중학교 코치를 거쳐, 포항 스틸러스 산하의 유소년팀 (U-12, U-15, U-18)을 총괄하는 GK코치로 보직을 변경하였다. 2006년 포항제철중학교 감독을 맡고 있던 김진형 감독이 포철공고 감독으로 선임됨에 따라 포항제철중학교 감독을 맡기도 하였다. 이후 다시 유소년팀 총괄 GK코치를 거친 뒤, 2009년부터 2016년까지 포항 스틸러스의 골키퍼 코치를 맡았으며 2016시즌을 앞두고 동료였던 최문식의 부름을 받고 대전 시티즌의 코치로 취임했다.
그 후, 2017년에 FC 서울의 GK 코치로 부임하였다.
그 후, 2021년에 대한민국 U-23 GK 코치로 부임하였다.